# 罗代鲁
罗代鲁是巴西米纳斯吉拉斯州的一个市镇。总面积72.029平方公里，总人口6178人，人口密度85.8人/平方公里。